# Одиниця зберігання архівних документів
Одиниця зберігання — класифікаційна одиниця, яка є фізично відокремленим архівним документом чи сукупністю документів, що має самостійне значення. В одиницях обліку документи обліковуються за комплектами і видами; науково-технічні документи — за групами і комплексами.
Систематизація здійснюється за такими принципами:
- структурний — в залежності від приналежності одиниць зберігання до структурних підрозділів організації;
- хронологічний — за хронологією періодів або дат, до яких відносяться одиниці зберігання;
- функціональний, галузевий, тематичний, предметно-питальний — за функціями організації, темами або питаннями, які розкривають зміст одиниць зберігання;
- номінальний — за видами і різновидами документів;
- кореспондентський — за організаціями, в результаті листування з якими утворилися одиниці зберігання;
- географічний — за географічними назвами територій, населених пунктів та інших географічних об'єктів, з якими пов'язані зміст документів, автори, кореспонденти;
- авторський — за назвами організацій або прізвищами громадян, які є авторами документів.

Одиниці зберігання вносяться в архівні описи і оформляються в порядку, що забезпечує облік, пошук і використання архівних документів. Кожна Одиниця зберігання має свій шифр.
Описування одиниць зберігання:
- Описування здійснюють українською мовою, незалежно від мови документів особового походження в електронній формі.
- Під час описування вживають загальноприйняті офіційні скорочення. Довільне утворення скорочень не дозволяється.
- Іноземні імена та прізвища зазначаються в українській транскрипції, а в дужках іноземною мовою.
- Основним компонентом опису є заголовок документа (файла) в електронній формі. Укладання заголовків проводиться з обов'язковим переглядом файлів. Заголовок починається з офіційної або авторської назви. За відсутності офіційної або авторської назви, заголовок складається в процесі його описування.
- При виявленні в документі неповних відомостей про особу, місце та час подій, дату створення документа тощо, відсутні відомості уточнюються й вносяться до заголовку одиниці зберігання та описової статті, якщо вони не викликають сумніву. При цьому, такі відомості беруться в квадратні дужки ([…]).

Складання архівного опису:
- Усі види документів одного фонду особового походження в електронній формі описуються за одним описом документів в електронній формі, що підлягають постійному зберіганню (додаток 11). Кожна одиниця зберігання вноситься до опису з присвоєнням їй унікального порядкового номера.
- Порядковий номер документа займає своє місце в описі відповідно до моделі систематизації, яка використовується.
- На кожну одиницю зберігання, внесену до опису, обов'язково складається описова стаття (додаток 12), яка містить сукупність усіх інформаційних даних описання документа особового походження в електронній формі. Складання статей опису проводять відповідно до Правил описування архівних документів (ДСТУ 4331:2004), використовуючи поодиничний спосіб описування.
- Для кожної описової статті створюється окремий файл у текстовому форматі, що містить загальний опис фонду та описову статтю відповідної одиниці зберігання.
- У файлі, описовій статті передує загальний опис фонду: номер та назва фонду, номер опису, хронологічні межі фонду, загальна кількість одиниць зберігання у фонді та за наявності — інформація про обмеження доступу до документів та дату зняття обмеження.
- Описова стаття складається з ідентифікаційних, контекстних та технічних характеристик одиниці зберігання.
- Ідентифікаційні характеристики (подаються суттєві елементи з ідентифікації одиниці описування):

1. обліковий номер одиниці зберігання (файл) за описом;
2. ім'я файла з розширенням;
3. формат файла;
4. дата та час створення файла («число.місяць.рік», «години: хвилини: секунди») (за наявності чи можливості підтвердження);
5. дата та час останньої зміни файла («число.місяць.рік», «години: хвилини: секунди») (за наявності чи можливості підтвердження);
6. розмір файла (байт);
7. назва та № алгоритму криптографічного ґешування / ґеш-значення файла.

- Контекстні характеристики (історична інформація) — подається інформація про фондоутворювача, внутрішню організацію, анотація, посилання на електронну версію документа (якщо є), цінність одиниці описування та умови використання її інформації.
- Технічні характеристики (фізичні характеристики та технічні вимоги) до:

– текстових документів: деталізація формату.
– фотодокументів: деталізація графічного формату; розмір зображення (ширина: висота у пікселях); глибина кольору (біт на канал); колірна модель; кількість каналів кольору; алгоритм стиснення зображення (є/ні).
– аудіодокументів: кодек; кількість звукових каналів; частота дискретизації (Гц); швидкість потоку;
– відеодокументів (тип контейнера): тривалість відео; відеокодування; аудіокодування.
Всі інші параметри аудіоданих визначаються у разі їх наявності за вимогами до описування цифрових аудіодокументів: субтитри, мова; кількість аудіодоріжок; бітова швидкість (бітрейт) (біт/с); розмір кадру (піксель).
Всі інші параметри кадру визначаються у разі їх наявності за вимогами до описування цифрових фотодокументів: кадрова частота (кадр/с); тип розгортки.
ЕІР:
- тип платформи;
- операційна система;
- типи файлів;
- мова кодування (для вебсайтів).

Ім'я файла з розширенням вноситься до описової статті в тому вигляді, в якому воно було сформовано при створенні файла.
Індекс документа в електронній формі складається з номеру фонду, номеру опису документів в електронній формі, що підлягають постійному зберіганню, номера за порядком, індексу документа та індексу групи документів за їх видом.
Індекс документа залежить від типу даних документної інформації: текстові документи — 01; цифрові фотодокументи — 02; цифрові відеодокументи — 03; цифрові аудіодокументи — 04; ЕІР — 05; оцифровані документи — 06.
Наприклад: 09–01–05–01–1.1. Описування ЕІР передбачає внесення до описової статті інформації про його структуру та основні функції.